# Rosita Reijnhout
Rosita Reijnhout (Wolphaartsdijk, 8 april 2004) is een Nederlands wielrenster.

## Carrière
Als juniore nam Reijnhout deel aan het Europees kampioenschap in zowel 2021 als 2022. Daarnaast eindigde ze in 2022 op plek 25 in de wegwedstrijd op het wereldkampioenschap.
In 2023 werd Reijnhout prof bij Team Jumbo-Visma. Haar debuut voor de ploeg maakte ze in Dwars door Vlaanderen, waar ze op plek 57 eindigde. In augustus van dat jaar nam ze, namens een Nederlandse selectie, deel aan eerste editie van de Ronde van de Toekomst voor vrouwen. Ze werd uiteindelijk twaalfde in het algemeen klassement, op bijna een kwartier van haar landgenote Shirin van Anrooij. Het seizoen 2024 begon voor Reijnhout in Australië, waar ze deelnam aan de Tour Down Under. In de laatste rit, met aankomst op Willunga Hill, werd ze negende. Dit leverde haar de dertiende plek in het eindklassement op. Twee weken later won ze de Cadel Evans Great Ocean Road Race, nadat ze in de finale weg was gereden bij de jarige Dominika Włodarczyk en favoriete Cecilie Uttrup Ludwig. Met haar overwinning werd Reijnhout de jongste renner die kon zegevieren in de Women's World Tour. Later dat jaar maakte ze haar debuut in de Ronde van Italië. In de vierde etappe kwam ze ten val, waarna ze in de vijfde etappe niet meer van start ging.
Het seizoen 2025 startte voor Reijnhout in Spanje, waar ze in februari deelnam aan de Wielerweek van Valencia. Later dat voorjaar nam ze deel aan onder meer de Trofeo Alfredo Binda en de Brabantse Pijl. In de Ronde van Italië, die in juli werd verreden, eindigde ze op de twintigste plaats in het algemeen klassement.

## Palmares

### Overwinningen
2024
Cadel Evans Great Ocean Road Race

### Resultaten in voornaamste wedstrijden
| Jaar | Ronde van Italië | Ronde van Frankrijk | Ronde van Spanje |
| ---- | ---------------- | ------------------- | ---------------- |
| 2023 |                  |                     |                  |
| 2024 | opgave           |                     |                  |
| 2025 | 20e              |                     |                  |

| Jaar | Luik-Bast.‑Luik | Waalse Pijl |
| ---- | --------------- | ----------- |
| 2023 |                 | 96e         |
| 2024 | 74e             | 51e         |
| 2025 |                 | opgave      |

## Ploegen
- 2023 –  Team Jumbo-Visma
- 2024 –  Team Visma | Lease a Bike
- 2025 –  Team Visma | Lease a Bike

Achtereekte · van Agt · Beekhuis · Cadzow · van Empel · Henderson · Kraak · Labecki · Markus · Oudeman · Reijnhout · Riedmann · Rüegg · Swinkels · Veenhoven · Vos
Achtereekte · van Agt · von Berswordt · van Empel · Geurts · Henderson · Markus · Nooijen · Oudeman · Reijnhout · Riedmann · Veenhoven · Vigié · Vos · de Vries (vanaf 4/6) · Wolff (stage vanaf 7/9)
Achtereekte · van Agt · von Berswordt · Bunel · Chladoňová · van Empel · Ferrand-Prévot · Fidanza · Geurts · Nooijen · Oudeman · Reijnhout · Riedmann · Veenhoven · Vigié · Vos · de Vries · Wolff